# Thermes de Vésone
Les thermes de Vésone constituent un ensemble d'établissements thermaux publics romains, disséminés dans la cité antique de Vésone, l'actuelle ville de Périgueux (Dordogne). Les fouilles permettent d'en identifier trois : les thermes de Godofre, ceux entre les rues de Campniac et de Vésone et ceux de la rue La Calprenède.
Les découvertes archéologiques et les documents historiques ne permettent que de se limiter à des études partielles de la pratique balnéaire dans la cité. Toutefois, les quelques résultats montrent que les thermes de Vésone ont été des hauts-lieux de vie aux Ier et IIe siècles.

## Place et usages des thermes dans la ville antique
- Nécropoles
- Carrières
- Aqueduc de Grandfont
- Portions de rues connues
- Axes supposés
- 1 : Sanctuaire de la Tutelle
- 1a : Tour de Vésone
- 2 : Domus des Bouquets
- 3 : Amphithéâtre
- 4 : Porte de Mars
- 5 : Centre National de la Préhistoire
- 6 : Château Barrière
- 7 : Rues Chanzy et Turenne
- 8 : Chapelle Saint-Jean-Baptiste
- 9 : Rue du Colonel-Raynal
- 10 : Rue Ferdinand-Dupuy
- 11 : Impasse de Vésone
- 12 : Rue de Campniac
- 13 : Rue Lakanal (piscine)
- 14 : Nécropole Saint-Front, place de la Clautre
- 15 : Oppidum de la Curade / Camp de César
- 16 : Écornebœuf
- 17 : Carrière Jay-de-Beaufort
- 18 : Carrière de Francheville
- 19 : Nécropole de la Gare
- 20 : Forum
- 21 : Thermes de Godofre
- 22 : Domus de Campniac
- 23 : Domus de la Visitation

C'est au Ier siècle apr. J.-C. que Vesunna (francisé en Vésone), en tant que cité romaine, connait son plus grand essor, principalement sur le point de vue de l'urbanisme, où les plus grands monuments publics sont construits d'après des plans romains, comme la tour de Vésone, le forum, l'amphithéâtre et les thermes. Vesunna et Mediolanum Santonum (future ville de Saintes), reliées par une voie romaine, entretiennent longuement une rivalité urbanistique et se sont mutuellement inspirées à travers ces constructions.
D'après les derniers travaux de recherche d'Alain Bouet en 2007, trois ensembles thermaux publics sont identifiables à Vésone : les thermes de Godofre, ceux entre les rues de Campniac et de Vésone et ceux de la rue La Calprenède. Les découvertes archéologiques et les documents historiques ne permettent que de se limiter à des études partielles de la pratique balnéaire à Vésone.
Soucieux de leur hygiène, les notables gallo-romains de Vésone aiment prendre soin de leur corps et connaissent les bases de la médecine. Les thermes, lieux de bains et de détente, sont fréquentés par toutes les classes sociales de la société romaine. Ils font partie de ces édifices construits à Vésone pour agrémenter la vie de la cité et maintenir la cohésion et la paix sociales. Les personnes fortunées possèdent des bains privés, comme ceux de la domus des Bouquets, et fréquentent aussi les thermes publics, importants lieux de rencontre et de discussion à Vésone,. La population instruite de Vésone vient écouter et prononcer des discours ou se livrer à des dissertations philosophiques, dans les gradins situés à l'intérieur des niches des thermes.
L'administration des bains publics est soumise à une grande régularité. Les heures sont préalablement définies pour les bains chauds et, une fois le temps écoulé, il n'y a plus que les bains froids à disposition des baigneurs. Les femmes et les hommes se baignent à des heures différentes, ou bien disposent de locaux séparés. L'entrée et la sortie des bains sont annoncées par un son de cloche. Les notables s'y rendent plutôt dans l'après-midi, pour se faire masser avec des onguents, épiler, parfumer et farder — des pratiques qui s'avèrent être, à cette époque, des privilèges très luxueux dans les cités romaines. Les baigneurs doivent payer un droit d'entrée dans les thermes, jusqu'au règne de l'empereur Antonin le Pieux (138-161), qui en rend l'accès gratuit.
Les thermes sont placés sous la protection d'Apollo Cobledulitavus, dieu des fontaines et de la guérison,. Peut-être associé à Apollon, il s'agirait de la deuxième divinité vénérée localement à Vésone après la déesse Vesunna.

## Thermes de Godofre

### Résultats des fouilles archéologiques

#### Découverte de quelques vestiges auXIXesiècle
Orientés nord-ouest/sud-est, les thermes publics de Godofre sont situés dans le quartier sud-est de Vésone, en bordure de l'Isle, à 89,60 m de sa rive nord,. Il s'agit des thermes les plus grands et les plus imposants de la cité,. Plus rien ne subsiste de ces thermes au XXIe siècle, les vestiges ayant été en grande partie détruits quelques années avant la Révolution française, lorsqu'un jardin potager devait être aménagé à la place des décombres du château de Godofre. Il s'agit d'un ancien château d'eau situé sur ce même emplacement au XVe siècle, et dont le propriétaire du lieu vers 1500, Gérald Godefre (ou Godofre) est un consul de la ville de la Cité, née au Moyen Âge sur les fondations de Vésone.
Au début du XIXe siècle, les thermes sont encore conservés sur 0,64 m de hauteur,. Les vestiges retrouvés en abondance après avoir retourné la terre sont essentiellement des céramiques, des chapiteaux de colonnes, des fûts lisses ou cannelés, des tuiles et des briques,. Lors des fouilles archéologiques, de nombreuses médailles et pièces de monnaie sont également retrouvées dans les canalisations pleines de cendres, notamment une pièce en argent représentant l'empereur romain Vespasien (69-79) et une autre en bronze représentant l'empereur Commode (180-192). Faute d'intérêt pour des vestiges à cette époque, leur volume est si important qu'ils servent principalement à remblayer un chemin voisin,.

Pièces de monnaie retrouvées lors des fouilles.
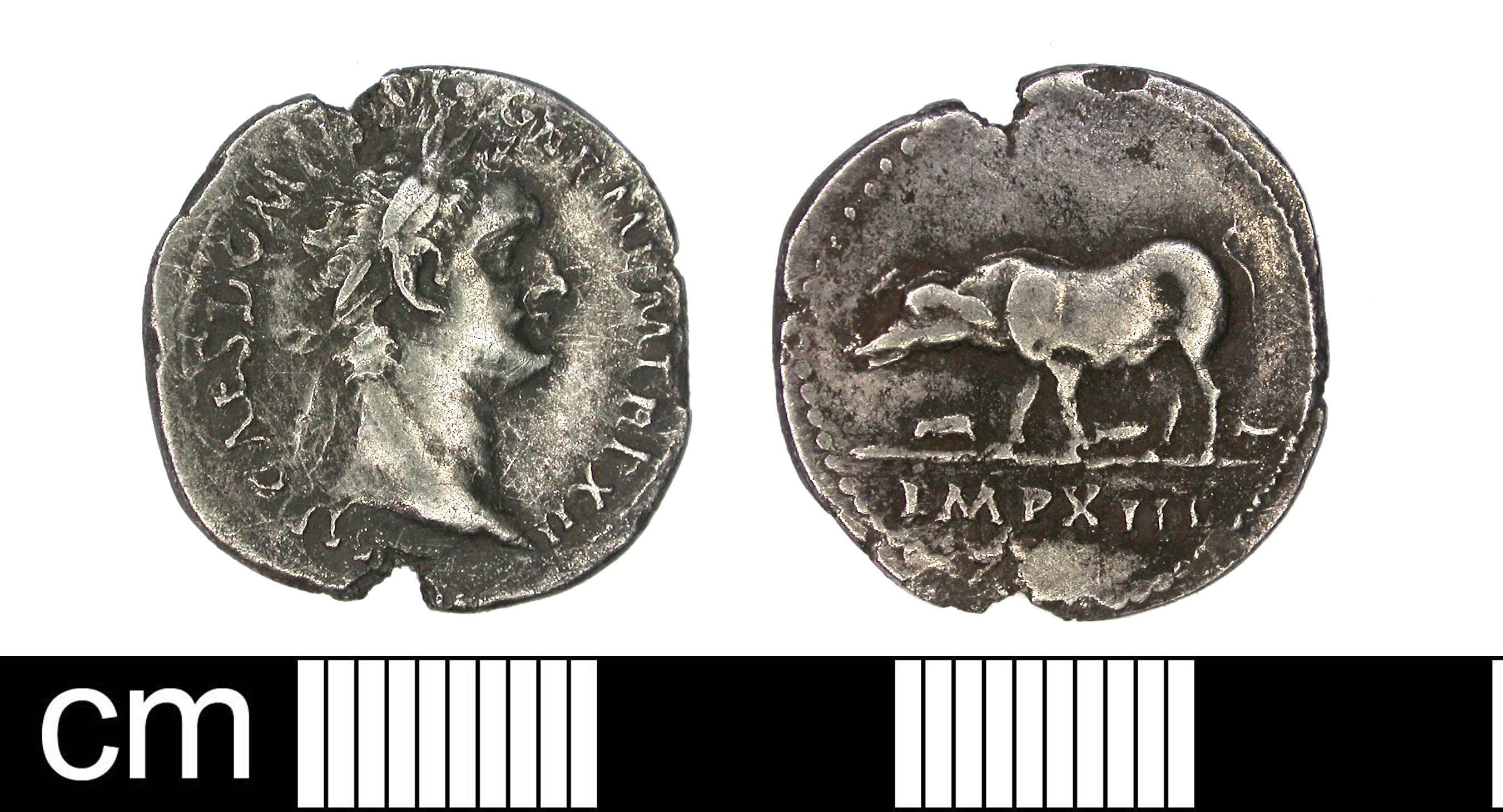
Pièce en argent représentant l'empereur Vespasien.
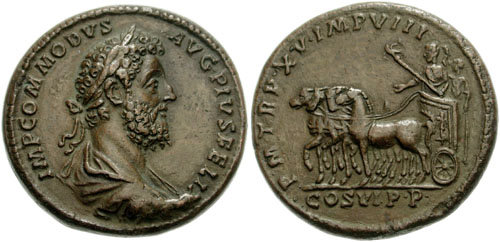
Pièce en bronze représentant l'empereur Commode.

Découverte en 1820, une dédicace datant du IIe siècle apr. J.-C. fait mention de la restauration des thermes publics devenus vétustes, « depuis longtemps ruinés par le temps », menée par Pompeius Libo Marcus (ou Marcus Pompée),,,, un prêtre du temple de Mars issu d'une famille de notables affranchis (libertus).

#### Organisation générale de l'espace thermal
Les soubassements sont retrouvés le 3 décembre 1857, lors du creusement du canal de Périgueux, près de l'écluse entre l'Isle et la rue Sainte-Claire, à environ 230 m en aval du moulin de Sainte-Claire,. Un premier plan est alors dressé par Édouard Galy en 1859, dans les Actes du Congrès archéologique de France, qui se tient à Périgueux cette année-là,. En 1862, il dessine une deuxième version légèrement différente et, cette fois-ci, cotée,. En 1930, P. Barrière reprend la première version du plan d'Édouard Galy dans son ouvrage sur l'histoire de Vésone,. Un quatrième plan, également coté et réalisé à l'encre de Chine et en lavis, est conservé au musée d'Art et d'Archéologie du Périgord ; n'étant pas daté, il est impossible de savoir s'il s'agit ou non d'un plan plus ancien.

Plans des thermes de Godofre.
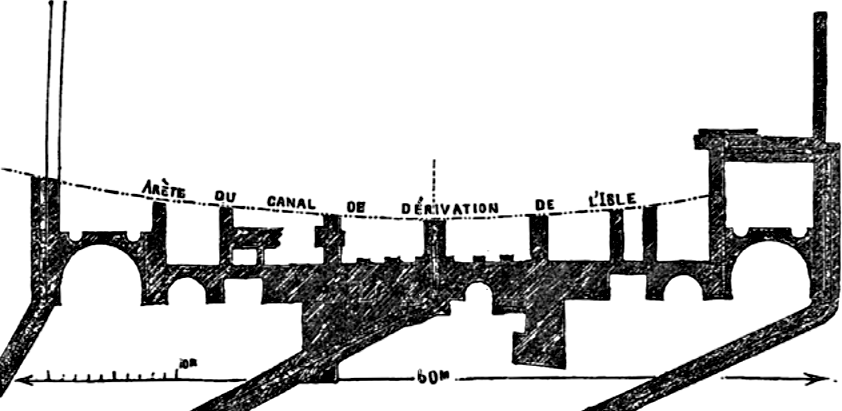
Plan d'Édouard Galy, en 1859.
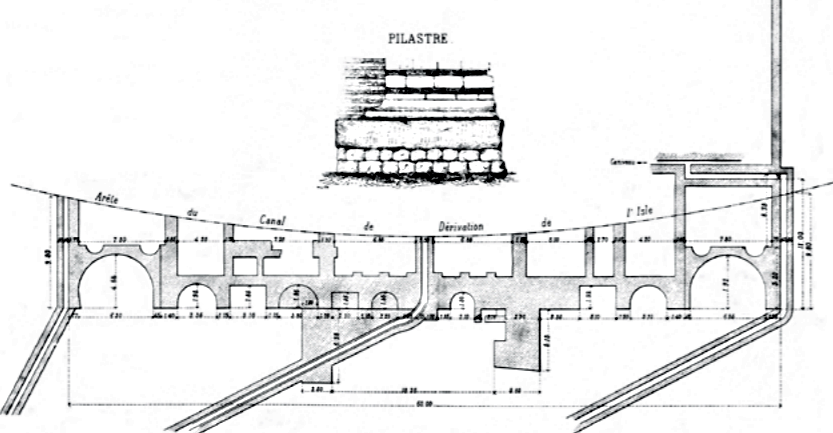
Plan d'Édouard Galy, en 1862.
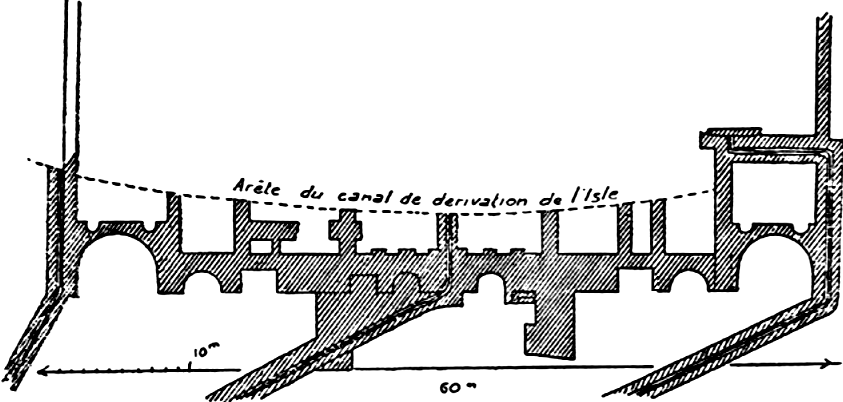
Plan de P. Barrière, en 1930.

D'après les vestiges examinés par Édouard Galy, alors conservateur du musée d'Art et d'Archéologie du Périgord, la façade principale au sud mesure environ 60 m de long et est traversée de deux ou trois égouts (1 m de hauteur pour environ 0,60 m de largeur), inclinés pour se déverser dans la rivière,. Les termes de Godofre couvrent une surface de 1 590 m2. La chambre souterraine remplie d'eau qui accueille ces canalisations est construite à partir de petites pierres carrées, similaires à celles de la tour de Vésone et de l'amphithéâtre.

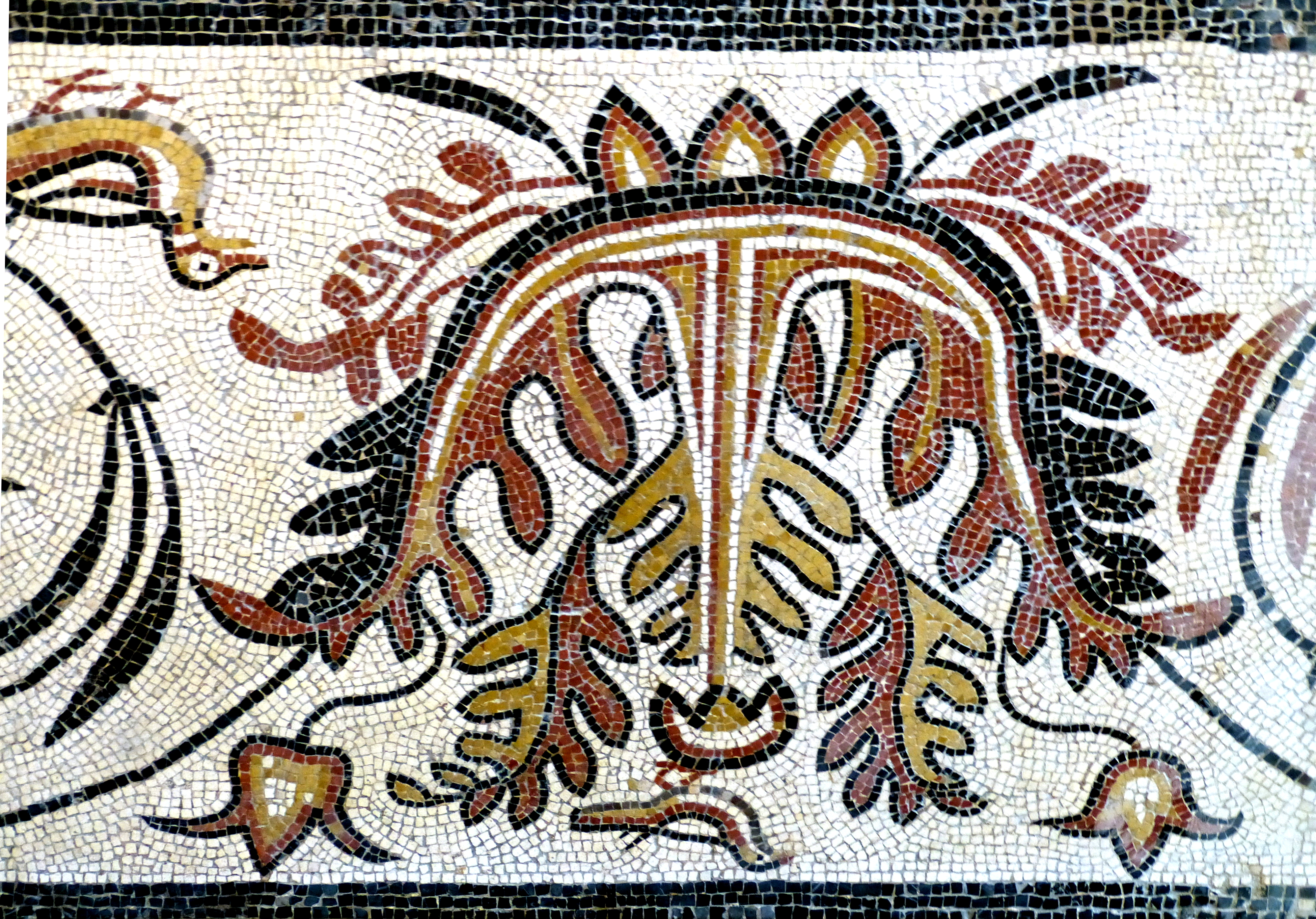
Des mosaïques romaines colorées, conservées au musée Vesunna.

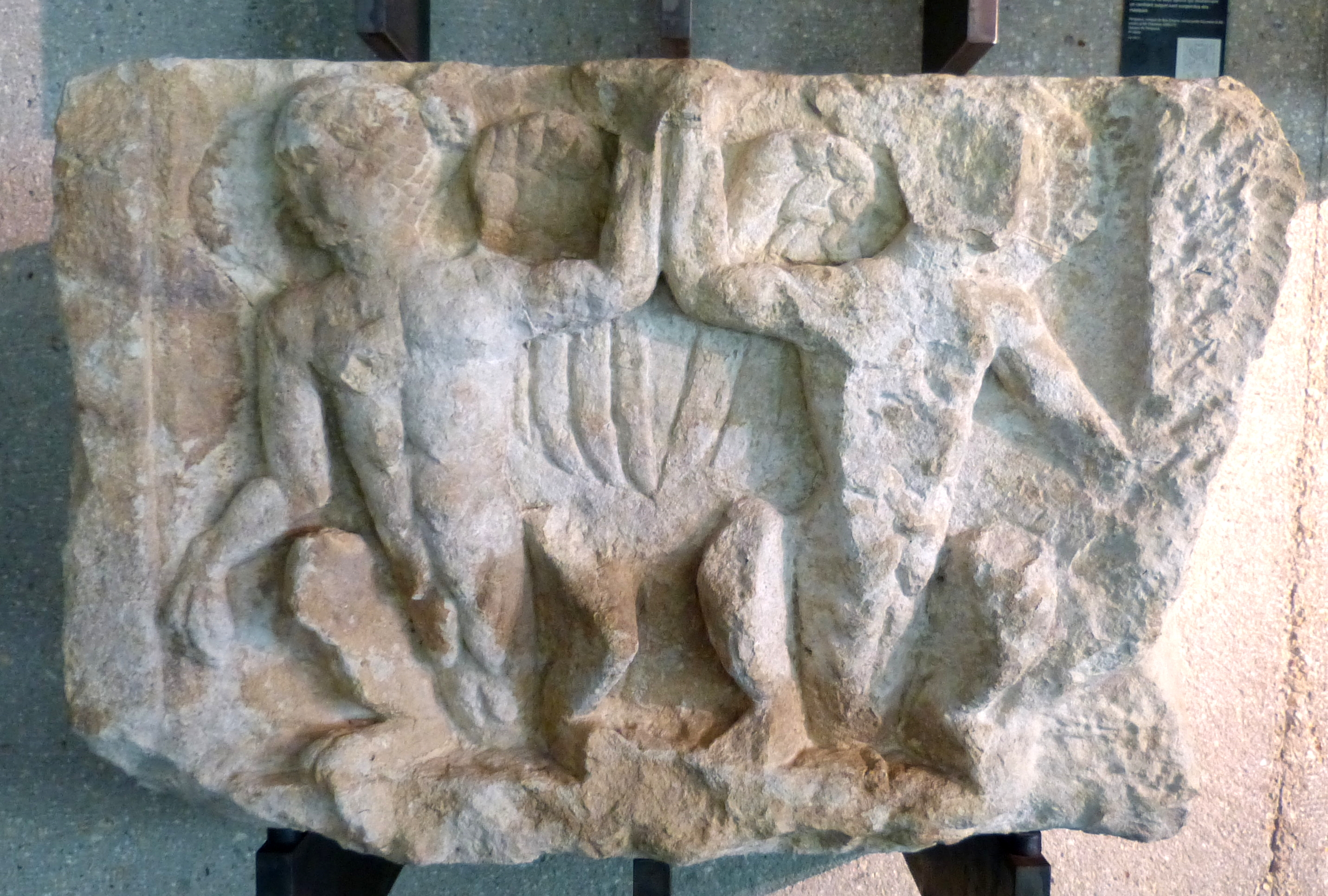
Un fragment de pilastre du IIe siècle, conservé au musée Vesunna.

En surface, le monument semble accessible à partir de deux portes latérales au vu de la trame urbaine, et non par une porte axiale comme c'est le cas pour la plupart des édifices romains de l'époque,. L'édifice est constitué de trois corps de logis, l'un situé au centre et les deux autres formant les ailes est et ouest, reliés entre eux par des galeries pavées au sol de mosaïques romaines colorées, censées magnifier le lieu,. Des exèdres semi-circulaires et quadrangulaires sont aménagées tout au long de la façade et séparées entre elles par des pilastres en petit appareil ou en opus mixtum (constitué de moellons et de briques),. Elles abritent des statues, des gradins, et des ornements,,, tels que des vases en marbre (blanc ou de couleur) et en terre cuite, peints ou sculptés. Les éléments décoratifs retrouvés lors des fouilles de 1857 sont conservés au musée d'Art et d'Archéologie du Périgord et figurent dans le catalogue des collections réalisé en 1862,. Aux extrémités, les exèdres les plus vastes, semi-circulaires, mesurent 6,30 m de diamètre à l'ouest et 6,35 m à l'est, pour 4,55 m de profondeur,. Viennent ensuite deux autres paires d'exèdres, plus petites : les deux premières exèdres, semi-circulaires, ont un diamètre de 3,35 m à l'ouest et de 3,10 m à l'est, pour une profondeur de 1,95 m ; les secondes, quadrangulaires, sont larges de 3,10 m, pour une profondeur de 1,85 m à l'ouest et 1,92 m à l'est. Une autre exèdre semi-circulaire est représentée uniquement à l'ouest, aux dimensions semblables à la précédente ; elle n'est pas mentionnée dans le plan de 1859 et son symétrique à l'est ne semble pas exister. La partie axiale de la façade comprend des exèdres moins grandes : deux semi-circulaires d'un diamètre de 2,20 m à l'ouest et 2,10 m à l'est, pour une profondeur de 1,35 m à l'ouest et 1,30 m à l'est, puis une quadrangulaire de 2,20 m de large pour 1,35 m de profondeur,.
En s'avançant vers l'axe du monument, deux pièces symétriques jouxtent les précédentes salles. Elles mesurent environ 4,25 m de large et 8,70 m de long, soit une surface de 36,97 m2. D'autres espaces non symétriques viennent en suivant : à l'ouest, une pièce de 7,25 m de large et, au sud, deux autres bien plus modestes ; à l'est, une pièce de 1,70 m de large et une seconde de 5 m. La partie centrale serait occupée par deux pièces larges de 6,88 m.
Derrière la façade, une porte donne accès depuis le sud à une série de pièces thermales, disposées de manière quasi symétrique et qui forment l'avant-corps de l'édifice,,,. Une zone construite dans l'axe du monument, large de 6,25 m et longue de 19,60 m, semble permettre l'identification d'une fontaine monumentale, similaire à celle des thermes de Saint-Saloine de Saintes, qui ornerait partiellement la façade des salles de bains,. Dans un souci de scénographie, cette façade est opposée à la cité pour être vue par toute personne qui passe en bateau sur l'Isle. Composée d'un grand bassin central, la pièce thermale la plus au sud semble être le caldarium (pièce des bains chauds), du fait de ses dimensions (environ 132,76 m2) et de sa situation au bout du circuit thermal. Les espaces qui la jouxtent à l'est et à l'ouest seraient donc des chambres de chauffe. Plus au nord, deux possibilités sont envisageables : deux frigidaria (pièce des bains froids) et leur piscina ou un seul frigidarium à deux piscinae symétriques. Quelle que soit l'hypothèse, un palestre s'étend au-delà vers le nord,,. L'aménagement du caldarium, des chambres de chauffe et des frigidaria est, là encore, très similaire à ce qui est réalisé aux thermes de Saint-Saloine de Saintes.
- Restitution de l'organisation des pièces thermales de Godofre d'après Alain Bouet[34].

Restitution de l'organisation des pièces thermales de Godofre d'après Alain Bouet.
Première configuration possible : deux frigidaria (pièce des bains froids) et leur piscina.
Deuxième configuration possible : un seul frigidarium à deux piscinae symétriques.

Le tracé des égouts laisse envisager que des latrines sont possiblement aménagées de manière symétrique à l'est et à l'ouest de l'édifice. Chaque pièce comporterait une banquette d'une douzaine de lunettes espacées de 0,60 m, ce qui semble bien peu par rapport à la superficie totale de la pièce (63,72 m2). Celle-ci accorde un espace théorique de 5,31 m2 à chaque utilisateur, ce qui est bien supérieur à la moyenne obtenue dans la majorité des thermes romains,.
Un moulin à bras, dont la meule inférieure est une base de colonne, semble être établi près des pièces thermales ; une sorte de canalisation relie le moulin aux égouts des thermes,.
En 1888, un hypocauste est retrouvé près du premier pont du canal de Périgueux ; un seul pilier est démoli et il reste des fragments de carreaux (bipedales) et de marbres de revêtement.

#### Alimentation en eau

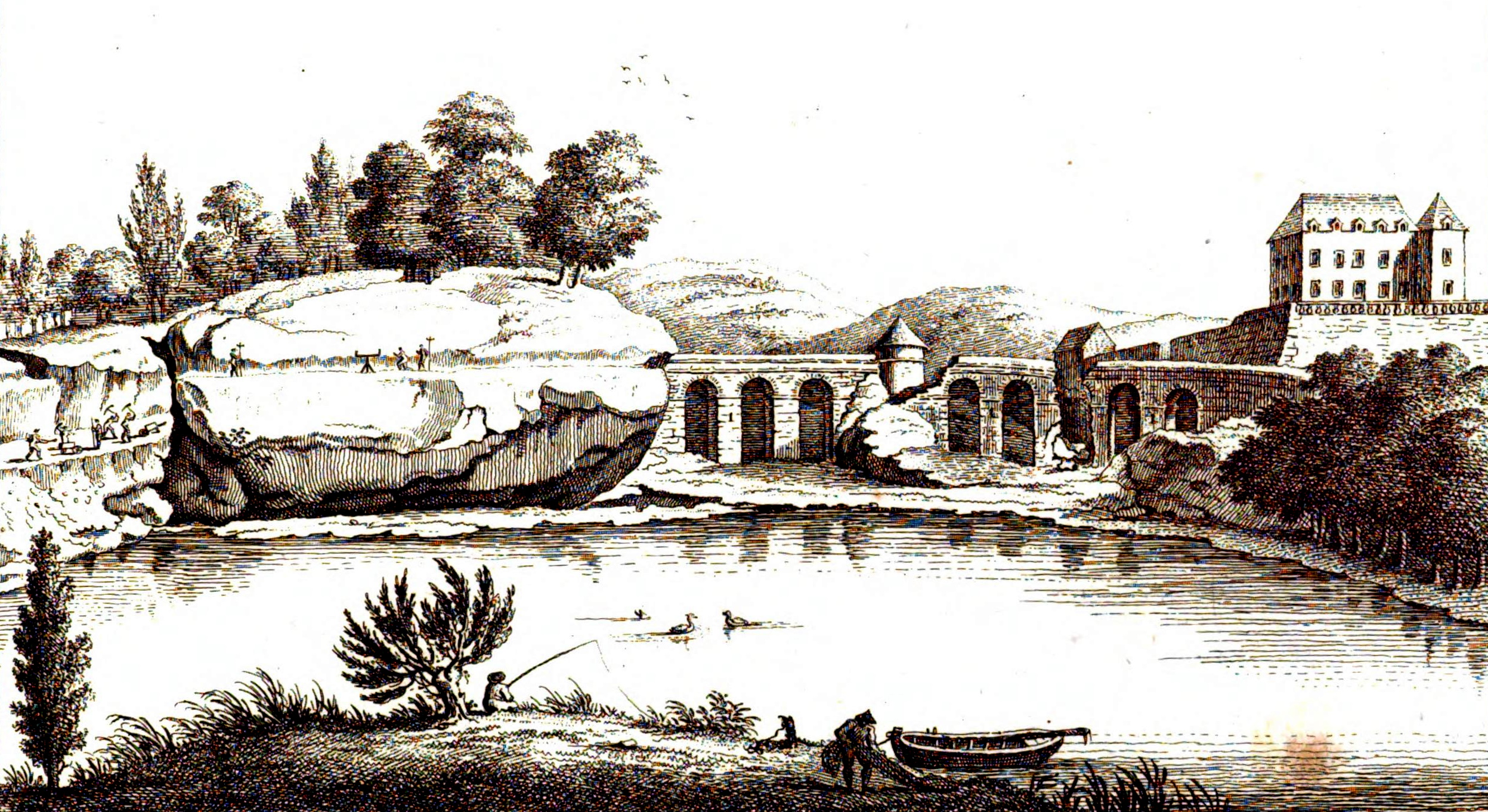
L'aqueduc de Grandfont qui, d'après Wlgrin de Taillefer, alimenterait les thermes de Godofre.

Les thermes sont alimentés par l'aqueduc de Grandfont (également appelé aqueduc du Petit Change),,,. La réception des eaux se fait à une altitude de 94,15 m, soit à 9,45 m au-dessus du sol. L'aqueduc de Grandfont n'alimente pas seulement les thermes mais aussi tout ce quartier de la cité.
Trois hypothèses sont émises sur l'arrivée des eaux. D'après la première, l'arrivée se fait directement du domaine des Cébrades (aujourd'hui un lieu-dit situé sur la commune de Sanilhac), situé de l'autre côté de l'Isle, avec une traversée de la rivière sur des arcades indépendantes. D'après la seconde, l'arrivée se fait au moyen d'un changement de direction, à droite, sur le tracé de l'ancien pont Japhet (disparu depuis le XVe siècle et remplacé aujourd'hui par une passerelle reliant la place du 8-Mai-1945 au quartier Saint-Georges),. D'après la troisième, l'eau des thermes provient de la fontaine de l'Amourat, située à 9 km sur l'ancienne commune de Saint-Laurent-sur-Manoire.

### Une datation approximative

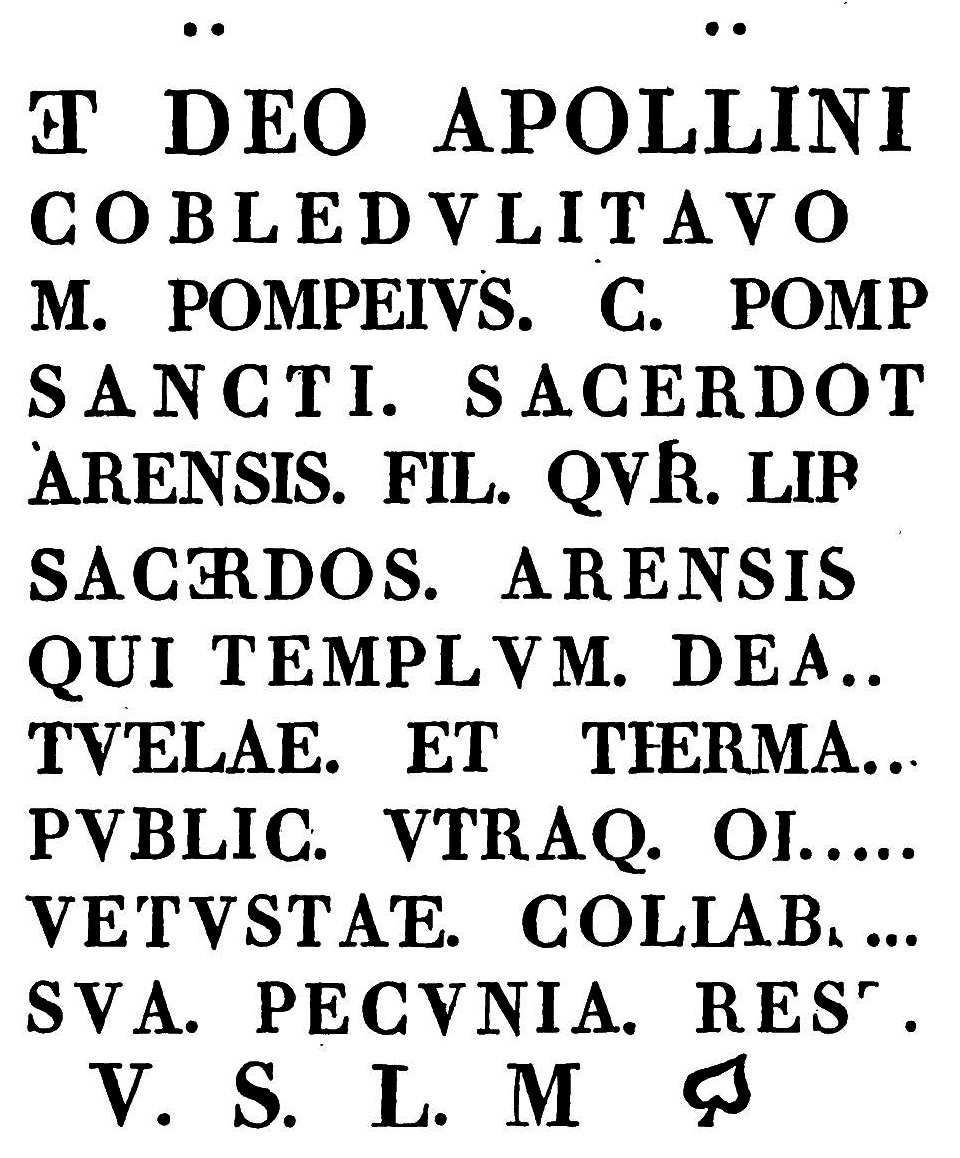
Inscription au château Barrière faisant mention de l'existence de thermes publics à Vésone.

L'archéologue Wlgrin de Taillefer s'appuie, en 1826, sur une inscription figurant dans le château Barrière pour situer la fondation des thermes à quelques années précédant l'ère chrétienne.
En 1857, François-Georges Audierne date la construction des thermes au Ier siècle apr. J.-C., au vu de son style architectural.
D'après Alain Bouet en 2007, la présence des pièces représentant les empereurs Vespasien et Commode ne laisse supposer qu'un terminus post quem pour l'abandon des thermes. Rien ne justifie, selon lui, que les thermes publics mentionnés dans l'inscription du château Barrière sont ceux du château de Godofre : « ayant été retrouvée en remploi dans le château Barrière qui s'appuie contre le rempart de l'Antiquité tardive, [l'inscription] peut provenir de n'importe quel ensemble thermal de la ville » ; seul le plan symétrique du monument, caractéristique de l'architecture du Ier siècle apr. J.-C., peut permettre de le dater à cette époque-ci. De plus, les nombreuses similitudes entre les thermes de Godofre et ceux de Saint-Saloine, ainsi que les aménagements des seconds plus vastes, plus recherchés et inspirés des premiers, indiqueraient que les thermes de Godofre sont antérieurs de quelques années au monument santon placé dans la première moitié du IIe siècle apr. J.-C..
En 2011, l'historienne Anne-Marie Cocula semble confirmer cette dernière hypothèse en situant la construction de l'édifice au Ier siècle apr. J.-C..

## Établissements thermaux mineurs

### Thermes entre les rues de Campniac et de Vésone

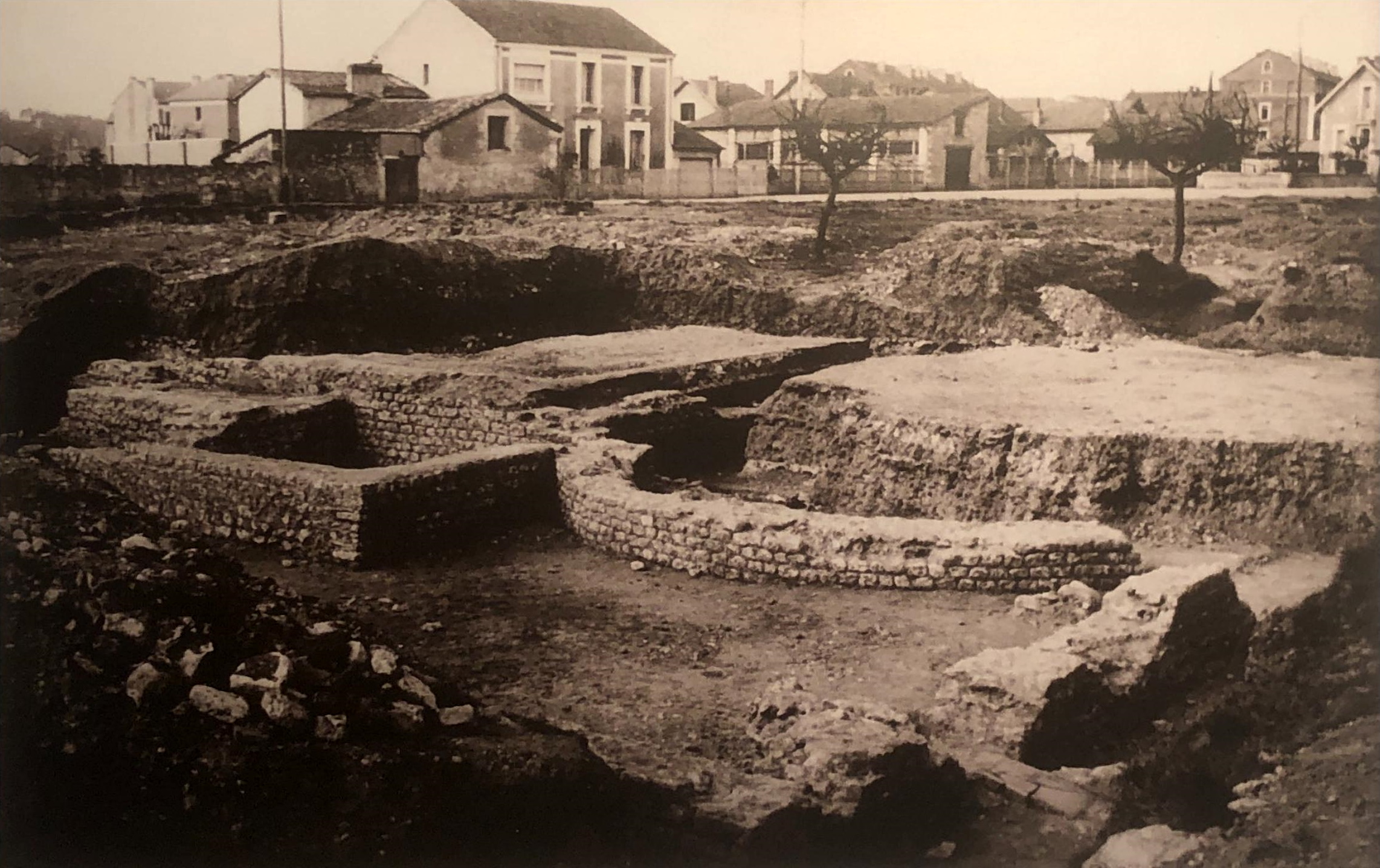
Vue des vestiges repérés en 1939 dans la rue de Vésone.

Des thermes romains plus modestes, vraisemblablement alimentés par l'aqueduc des Jameaux, sont situés au sud du forum de Vésone,. Ils sont repérés durant l'automne 1939, entre les rues de Campniac et de Vésone, lorsque des tranchées sont creusées pour la défense passive au début de la Seconde Guerre mondiale,. L'espace comprend deux piscines dans des salles à absides à chaque extrémité, une pièce chauffée contre laquelle est adossée une petite salle renfermant le praefurnium, et une cour au sud délimitée par des portiques,. Un second palestre se développe au nord,.

### Thermes de la rue La Calprenède
De petits thermes romains sont également situés à l'est du forum, dans l'actuelle rue La Calprenède,. Aucune étude complémentaire — nouvelle fouille ou réexamen des données acquises alors — ne permet d'approfondir l'affirmation de l'archéologue Alain Bouet en 2007.

## Un quatrième établissement thermal à l'ouest du forum?

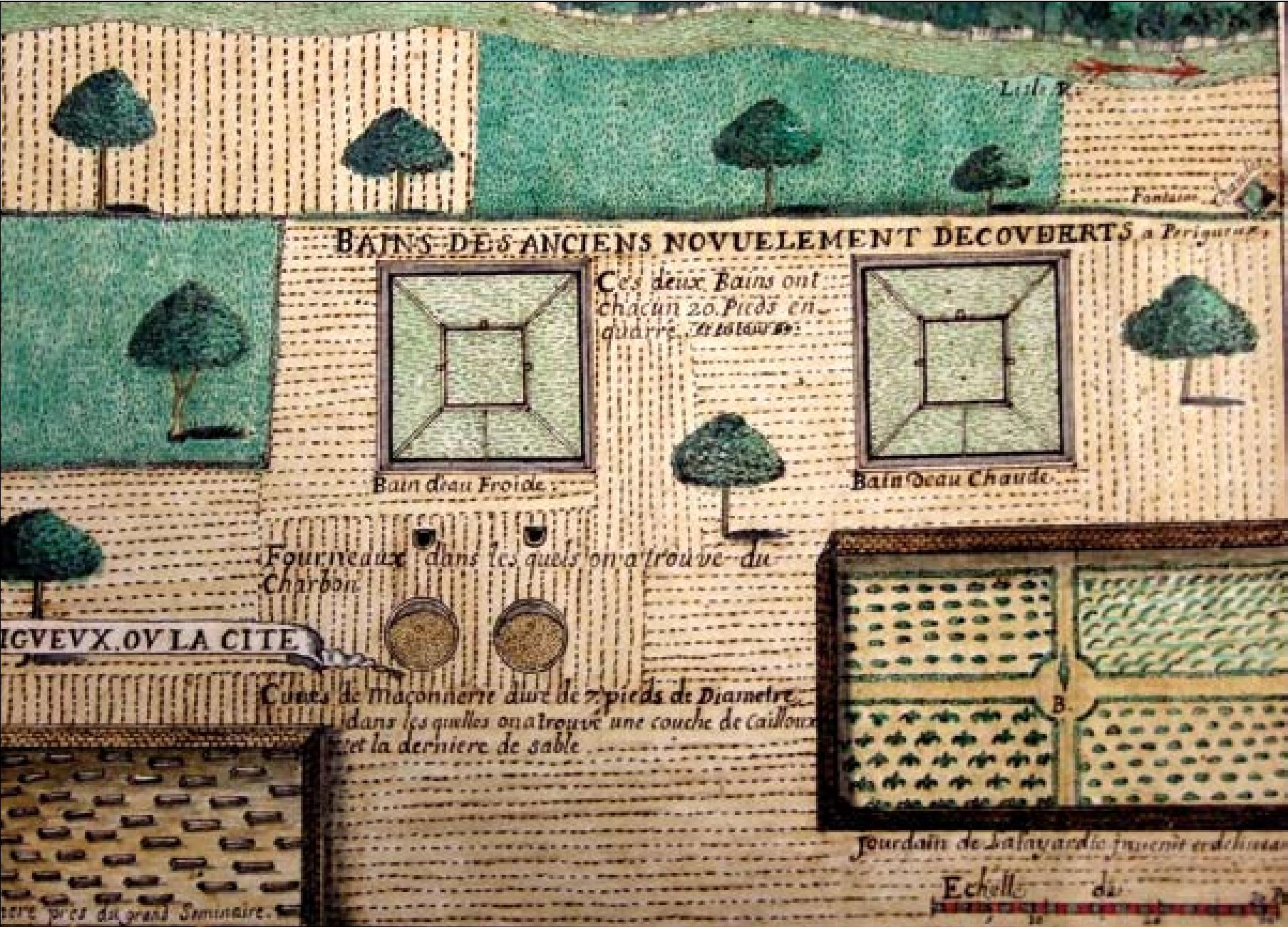
Plan perspectif des vestiges des thermes de Vésone découverts en 1759 et 1760.

Dans son mémoire lu à l'Académie nationale des sciences, belles-lettres et arts de Bordeaux en 1759 et 1760, Jourdain de Lafayardie nourrit l'hypothèse qu'un autre édifice thermal aurait été construit à l'ouest du forum de Vésone.
En 1759, il est contacté par un particulier qui avait rencontré beaucoup de résistance pendant un travail de maçonnerie dans son champ et avait ainsi découvert des canalisations en terre cuite. Après avoir examiné le sol et mené des fouilles, Jourdain de Lafayardie repère une source d'eau, les bases d'une pièce compartimentée avec des sièges uniformes, ainsi que quelques médailles indéchiffrables à cause de la rouille. Une grande pierre avec une inscription en lettres romaines également retrouvée sur les lieux confirme la présence de bains publics, sans pour autant les situer précisément à cet emplacement.

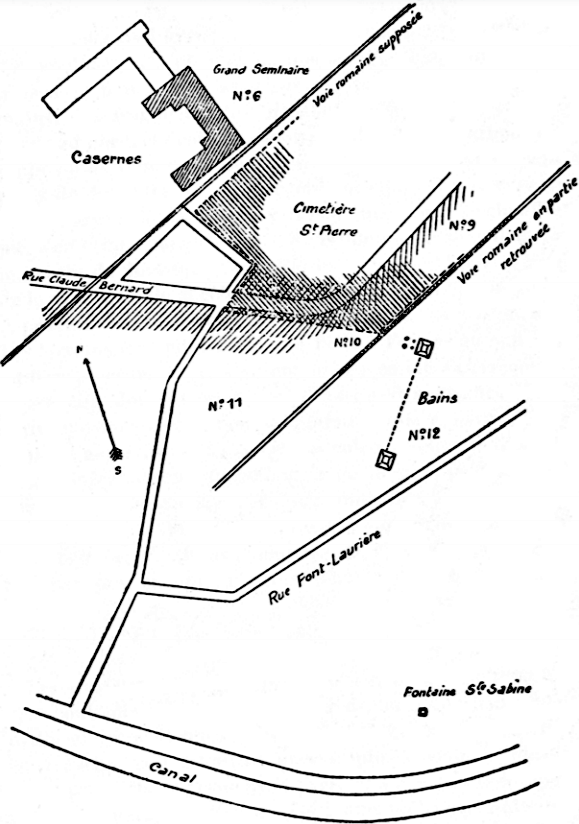
Emplacement des vestiges décrits par Jourdain de Lafayardie sur le plan de Périgueux des années 1930.

En 1760, Jourdain de Lafayardie poursuit ses recherches et identifie, quelques mètres plus loin, deux autres pièces d'environ 37,21 m2 (6,10 m de côté) et séparées à 9,14 m l'une de l'autre : un caldarium et un frigidarium, ce dernier étant couvert de peintures colorées, mais tachées et abîmées par le temps et les décombres. Une sorte de chauffe-pied, fait de brique percée au-dessus par de petits trous, est retrouvée dans le frigidarium. Des pierres taillées de marbre gris moucheté de brun et des fragments de corniches en marbre sont découverts au même endroit. À deux mètres au nord du frigidarium, la présence de deux fourneaux de charbon, puis au-dessus de deux grandes cuves d'environ 2 m de diamètre, dont le fond de la première est couvert d'une couche de cailloux et le fond de la seconde de sable, laisse à penser que l'eau était d'abord filtrée par les cuves puis chauffée dans les fourneaux pour l'usage des thermes.

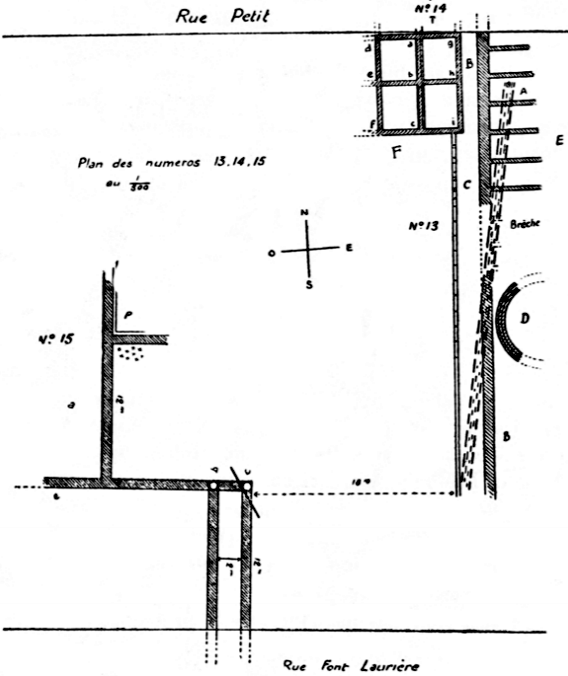
Vestiges découverts au sud de la rue Petit par Wlgrin de Taillefer.

En 2007, Alain Bouet remet en cause l'interprétation faite par Jourdain de Lafayardie sur le résultat de ses fouilles. Dans un premier temps, il corrige les mesures faites par son prédécesseur : la surface de chacune des deux pièces est de 42,50 m2 (6,50 m de côté) et elles sont séparées à 7,65 m l'une de l'autre. Si leur description présente toutes les caractéristiques de latrines publiques à égout latéral, avec des sièges uniformes qui correspondraient à une banquette percée retrouvée en partie effondrée dans la canalisation, le plan perspectif et les annotations textuelles semblent mettre à mal l'interprétation qui en a été faite. L'embranchement de canalisations des deux salles est plutôt le plan caractéristique d'un hypocauste. Les fourneaux et les cuves indiquent l'emplacement du praefurnium. En 1822 et 1823, les fouilles effectuées dans les alentours par Wlgrin de Taillefer, et notamment la découverte de trois mosaïques polychromes, montreraient qu'il s'agit plutôt ici d'un quartier de riches maisons occupées vers le début du IIIe siècle. Les pièces découvertes par Jourdain de Lafayardie se rapporteraient plus vraisemblablement au domaine domestique et ne constitueraient donc pas un quatrième ensemble thermal public.

## Mémoire
Jusqu'alors mentionnée comme le chemin de Saint-Pierre-ès-liens dans le plan cadastral de 1872, la rue de Périgueux qui commence au niveau de la voie ferrée, traverse le boulevard Bertran-de-Born et se termine boulevard de Vésone, prend la dénomination de rue des Thermes, sur délibération municipale du 19 février 1884. Elle reprendrait en partie le tracé d'une voie romaine. Dans ce même quartier, le lotissement créé en 1937, qui permet de dessiner la rue André-Eymard et la rue Georges-Vacher en 1957 et 1959, porte le nom de « lotissement des Thermes de Vésone ».